# Munung Kerep
Munung Kerep is een bestuurslaag in het regentschap Jombang van de provincie Oost-Java, Indonesië. Munung Kerep telt 1988 inwoners (volkstelling 2010).